# Världsmästerskapen i skidskytte 1998
Världsmästerskapen i skidskytte 1998 hölls 1998 i Pokljuka i nordvästra Slovenien och i Hochfilzen i Tyrolen i Österrike och det anordnades endast jaktstartstävlingar (i Pokljuka) och lagtävlingar (i Hochfilzen) då dessa inte ingick i olympiska vinterspelen 1998 i Nagano, Japan.

## Herrar

### 12,5 kilometer jaktstart
| Medalj | Namn                 | Land      | Straffrundor | Resultat |
| ------ | -------------------- | --------- | ------------ | -------- |
|        | Vladimir Dratjov     | Ryssland  | 0+1+1+0 = 2  | 36.30,3  |
|        | Ole Einar Bjørndalen | Norge     | 1+1+0+0 = 2  | + 14,0   |
|        | Raphael Poirée       | Frankrike | 1+1+0+0 = 2  | + 41,6   |

### Lagtävling
| Medalj | Land     | Lagmedlemmar                                                         | Straffrundor | Resultat |
| ------ | -------- | -------------------------------------------------------------------- | ------------ | -------- |
|        | Norge    | Egil Gjelland Sylfest Glimsdal Halvard Hanevold Ole Einar Bjørndalen |              | 29.17,6  |
|        | Tyskland | Ricco Gross Carsten Heymann Sven Fischer Frank Luck                  |              | + 43,7   |
|        | Ryssland | Vladimir Dratjov Aleksej Kobeljev Sergej Rosjkov Viktor Maigurov     |              | + 56,4   |

## Damer

### 10 kilometer jaktstart
| Medalj | Namn               | Land      | Straffrundor | Resultat |
| ------ | ------------------ | --------- | ------------ | -------- |
|        | Magdalena Forsberg | Sverige   | 0+1+1+0 = 2  | 37.58,6  |
|        | Corinne Niogret    | Frankrike | 0+0+1+0 = 1  | + 1.06,9 |
|        | Martina Zellner    | Tyskland  | 0+0+0+0 = 0  | + 1.25,8 |

### Lagtävling
| Medalj | Land     | Lagmedlemmar                                                                      | Straffrundor | Resultat |
| ------ | -------- | --------------------------------------------------------------------------------- | ------------ | -------- |
|        | Ryssland | Anna Volkova Olga Romasko Svetlana Isjmuratova Albina Achatova                    |              | 30.21,1  |
|        | Norge    | Hildegunn Mikkelsplass Ann Elen Skjelbreid Annette Sikveland Liv Grete Skjelbreid |              | + 17,6   |
|        | Finland  | Katja Holanti Tiina Mikkola Mari Lampinen Sanna-Leena Perunka                     |              | + 39,1   |

## Medaljfördelning
| Placering | Land      | Guld | Silver | Brons | Totalt |
| --------- | --------- | ---- | ------ | ----- | ------ |
| 1         | Ryssland  | 2    | 0      | 1     | 3      |
| 2         | Norge     | 1    | 2      | 0     | 3      |
| 3         | Sverige   | 1    | 0      | 0     | 1      |
| 4         | Frankrike | 0    | 1      | 1     | 2      |
| 4         | Tyskland  | 0    | 1      | 1     | 2      |
| 6         | Finland   | 0    | 0      | 1     | 1      |